# Rhynchodontodes turamica
Rhynchodontodes turamica är en fjärilsart som beskrevs av Otto Staudinger. Rhynchodontodes turamica ingår i släktet Rhynchodontodes och familjen nattflyn. Inga underarter finns listade.